# Виллисен, Карл Вильгельм фон
Барон Карл Вильгельм фон Виллизен (нем. Karl Wilhelm von Willisen; 1790—1879) — прусский генерал; автор ряда трудов по военной тематике.

## Биография
Карл Вильгельм фон Виллизен родился 30 апреля 1790 года в городе Штасфурте.

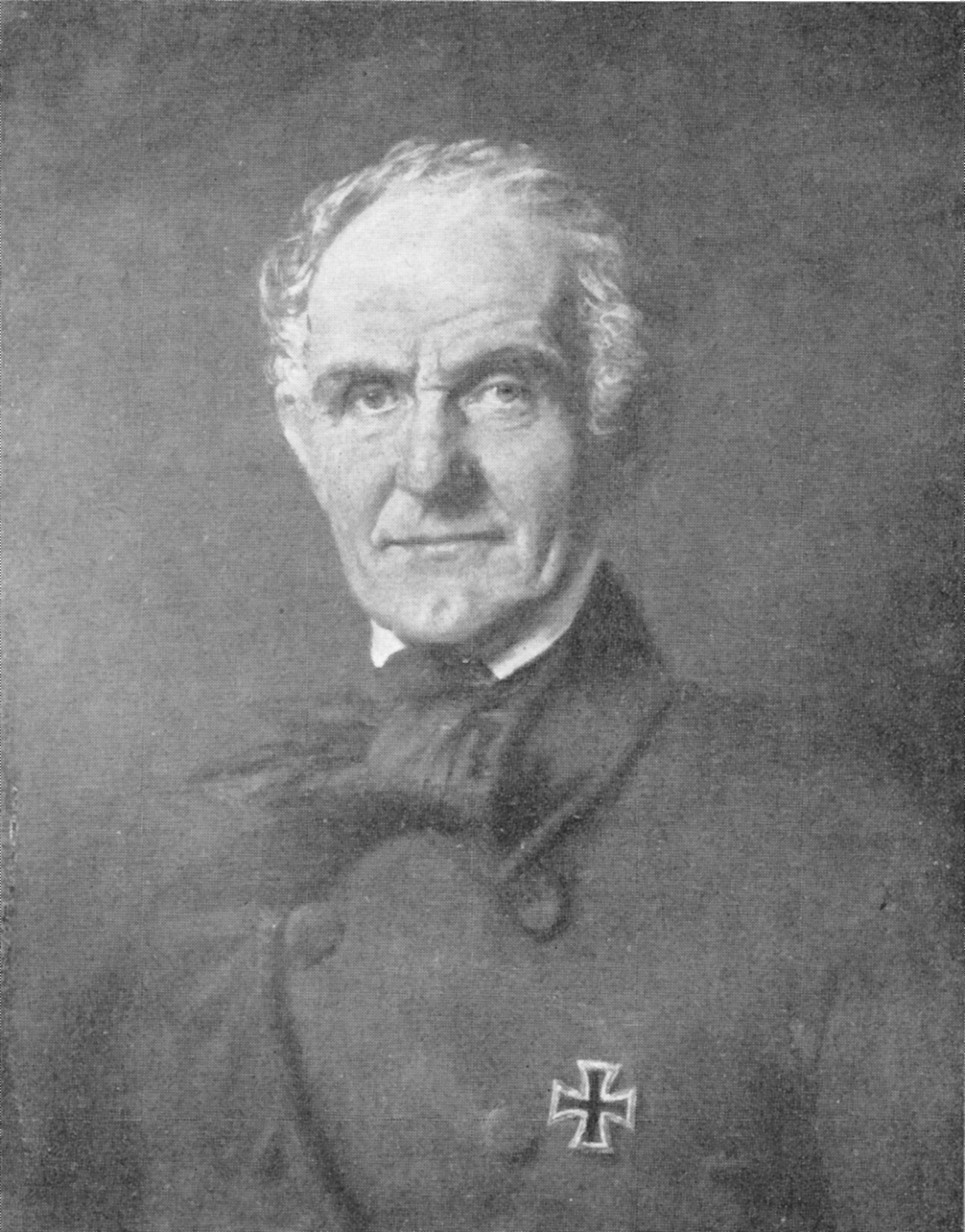
Карл Вильгельм фон Виллизен

Во время Наполеоновских войн участвовал в походах 1813—1815 гг.
С начала 1820-х годов Карл Вильгельм фон Виллизен читал историю и теорию военного искусства в Общей военной школе (allgemeine Kriegsschule).
Когда вспыхнуло польское восстание 1830 года, он стал помещать отчеты о военных действиях в «Militärwochenblatt». Статьи эти возбудили внимание нескрываемыми горячими симпатиями автора к полякам. Благодаря этому они навлекли на Виллизена немилость королевского двора. Его «Theorie des grossen Kriegs» (Берлин, 1840—50) возбудила оживленную полемику в военных кружках и в печати. Связи, заведенные им во время нахождения на службе в Познани и Бреславле, в соединении с его известными симпатиями к восставшим на короткое время выдвинули его на политическое поприще в 1848 году. И немецкая, и польская депутации от Великого княжества Познанского обратились к королю с просьбой назначить фон Виллисена королевским комиссаром в Познань, и эта просьба была удовлетворена новым министерством.
Первые его действия были удачны; он успел уговорить некоторые польские отряды сложить оружие, но затем, с одной стороны, недоверие, какое он встретил среди своих земляков-немцев, с другой — ограниченность его полномочий помешали фон Виллизену успешно работать, и он увидел, что деятельность его становится в противоречие с его взглядами. Поэтому он оставил Познань и вскоре вышел в отставку.
Временное правительство, руководившее борьбой приэльбских герцогств против Дании, поручило ему начальство над шлезвиг-голштинской армией. Его военные действия против датчан закончились поражением при Идштедте, утрате стратегической инициативы при Миссунде  и неудачным нападением на Фридрихштадт, что побудило его подать в отставку.
Карл Вильгельм фон Виллизен умер 25 февраля 1879 года в городе Дессау.

## Награды
- Железный крест 2-го класса (1813)
- Железный крест 2-го класса (1815)
- Орден Красного орла 4-й степени (1835)
- Орден Святой Анны 2-й степени (6 октября 1835)[3]
- Орден Красного орла 3-й степени с бантом (1838)
- Орден Красного орла 2-й степени с дубовыми листьями (1846)
- Орден Красного орла 2-й степени со звездой и дубовыми листьями (сентябрь 1853)

## Избранная библиография
- «Theorie des grossen Kriegs» (Берлин, 1840—50).
- «Die Feldzüge von 1859 und 1866» (Лейпциг, 1868, издано как 4-й том «Theorie des gr. Kriegs»).
- «Acten und Bemerkungen über meine Sendung nach dem Grossherzogthum Posen im Frühjahr 1848» (Киль, 1850).